# 国民哀悼の日
国民哀悼の日 （こくみんあいとうのひ、ドイツ語: Volkstrauertag）ドイツにおいて、戦没者ならびにナチ党の暴力支配の犠牲者を追悼する記念日である。
1993年以来、毎年11月の第3日曜日に大統領、政府閣僚、ベルリン駐在の各国外交団の臨席を得て式典が執り行われる。訳語としてはドイツ戦没者慰霊の日、国民追悼の日がある。

## 歴史
1919年、第一次世界大戦においてヨーロッパ各地に倒れたドイツ軍人の埋葬地を管理する国民連合が国民哀悼の日を提案した。1922年、最初の追悼式典がドイツ国会議事堂で執り行われた。1926年、国民哀悼の日を毎年復活祭前の第5日曜日に執り行われることが決せられた。しかし、当時のヴァイマル共和国では、法定祝日の決定権が中央政府にあるのか、州政府にあるのかが、ヴァイマル憲法では明確にされていなかった。国会で何度か国家哀悼の日を法定祝日にする法案が審議されたが、政治的不安定から審議未了の状態が続いた。このため、州ごとに異なる日に、異なる方式で執り行われていた。またドイツ南部に広く影響力のあるカトリック教会と、ドイツ北部に多くの信者を持つプロテスタント教会では共に11月は死者（先祖）を追悼する季節ではあったが、統一することは困難であった。
ナチ党の権力掌握後、1934年に「国家の祝日に関する法律」が定められた。しかしこの法律では国民哀悼の日は採用されず、第一次世界大戦英雄記念日（独: Heldengedenktag）という性格が大幅に変更された記念日が新設された。無駄に戦死しなかった者のために、誇りある悲しみとされる英雄賛美の式典に変質した。開催日も先祖を追悼する宗教的な季節である11月から切り離され、3月16日に移された。主催団体も国防軍とナチ党に代わった。宣伝大臣ゲッベルスは式典と実施要綱の細目を定め、従来は弔意を示す半旗を掲げたが、新しくはマストトップまで掲げることを定めた。
1936年の式典には第一次世界大戦で不敗を誇ったアウグスト・フォン・マッケンゼン陸軍元帥がヒトラー総統と共に、ベルリンの大通り「ウンター・デン・リンデン街」にある無名戦士の廟ノイエ・ヴァッヘ前で国防三軍部隊の分列行進を閲兵、この後にノイエ・ヴァッヘに献花した。
1950年、当時ボンにあった西ドイツ連邦議会において第二次世界大戦後初めての政府主催の追悼式典が執り行われた。ナチスの「英雄記念日」の伝統と決別するために1952年に国民哀悼の日を第二次大戦前の復活祭前の第5日曜日（11月の第3日曜日）に戻し、また、戦没者と世界の暴力支配の犠牲者を哀悼する日と定められた。

## 追悼式典
1993年来、「国民哀悼の日」の中央式典 (Gedenkstunde) はベルリンの連邦議会で執り行われる。ドイツ政府首相、閣僚、在ベルリン外交団の臨席の下に連邦大統領が式辞を述べ、国歌と葬送の軍歌である「俺にはいい戦友がいた (Ich hatte einen Kameraden)」が演奏される。この後、場所を移して連邦大統領がノイエ・ヴァッヘに献花する。ドイツ各地にある戦没者追悼碑の前でも同様な式典が執り行われる。

## 日本におけるドイツ国民哀悼の日
第一次世界大戦の青島攻防戦で捕虜となったドイツ軍人の収容所が当時国内14ヵ所あり、不幸にして亡くなった計85名の軍人を追悼するために日独両政府は1976年に板東俘虜収容所のあった徳島県鳴門市にドイツ兵士合同慰霊碑を建てた。毎年ドイツ国民哀悼の日に在大阪・神戸ドイツ総領事館の外交官が献花している。同じく捕虜収容所のあった習志野市の習志野墓苑でも捕虜生活中にスペイン風邪に倒れた30名の海軍軍人の死を悼んで千葉日独協会の会員がドイツ大使館付武官の臨席の下に慰霊祭を執り行っている。